# Hermisende
Hermisende – gmina w Hiszpanii, w prowincji Zamora, w Kastylii i León, o powierzchni 108,75 km². W 2011 roku gmina liczyła 296 mieszkańców.